# Умяров Наїль Ренадович
Наїль Ренадович Умяров (рос. Наи́ль Рена́дович Умя́ров, нар. 27 червня 2000, Сизрань, Росія) — російський футболіст, опорний півзахисник клубу «Спартак» (Москва).

## Ігрова кар'єра

### Клубна
Наїль Умяров почав займатися футболом у віці п'яти років у дитячій команді «Сизрань - 2003». З 2011 року футболіст потрапив до футбольної академії московського клубу «Чертаново». У срепні 2017 року Умяров дебютував в основі у турнірі Другої ліги. За результатами того сезони Наїль разом з командою виборов підвищення в класі до ФНЛ.
У січні 2019 року Умяров перейшов до складу московського «Спартака». Починав грати за дубль команди «Спартак-2». А вже в березні 2019 року зіграв першу гру в основному складі «Спартака» в РПЛ.
У жовтні 2021 року Умяров продовжив контракт з клубом до липня 2026 року.

### Збірна
Наїль Умяров виступав за юнацькі збірні Росії різних вікових категорій. Був капітаном юнацької збірної. У березні 2021 року зіграв три матчі на молодіжній першості Європи.

## Досягнення
Чертаново
- Переможець Другої ліги: 2017/18

Спартак (М)
 Віце-чемпіон Росії: 2020/21
 Переможець Кубка Росії: 2021/22
Індивідуальні
- Кращий дебютант РПЛ? 2019[12]